# Glypta antonioi
Glypta antonioi là một loài tò vò trong họ Ichneumonidae.